# Горнє Брезово
Горнє Брезово (словен. Gornje Brezovo) — поселення в общині Севниця, Споднєпосавський регіон, Словенія. Висота над рівнем моря: 186,8 м.